# Dorfkirche Biederitz

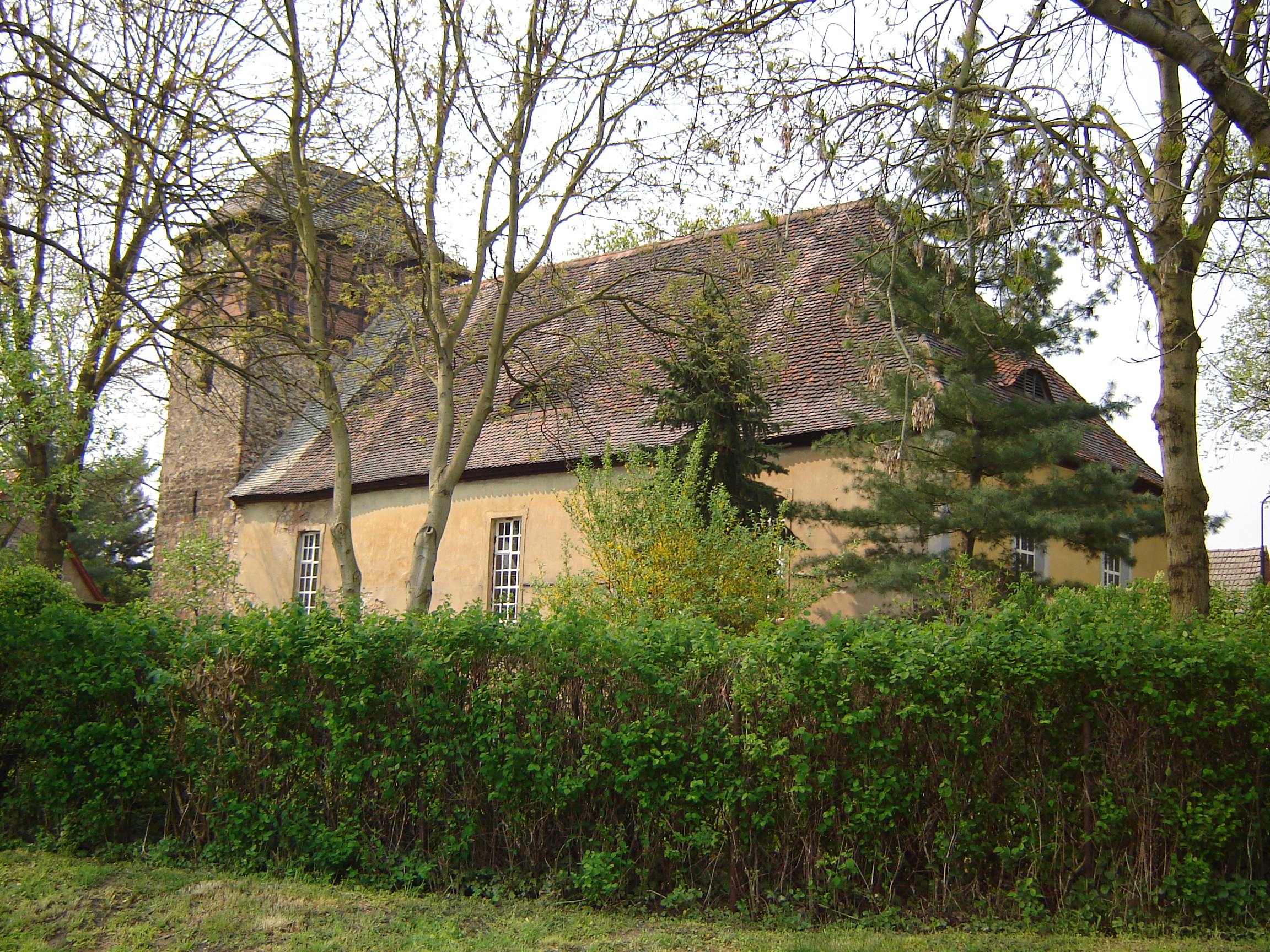
Die Evangelische Kirche Biederitz

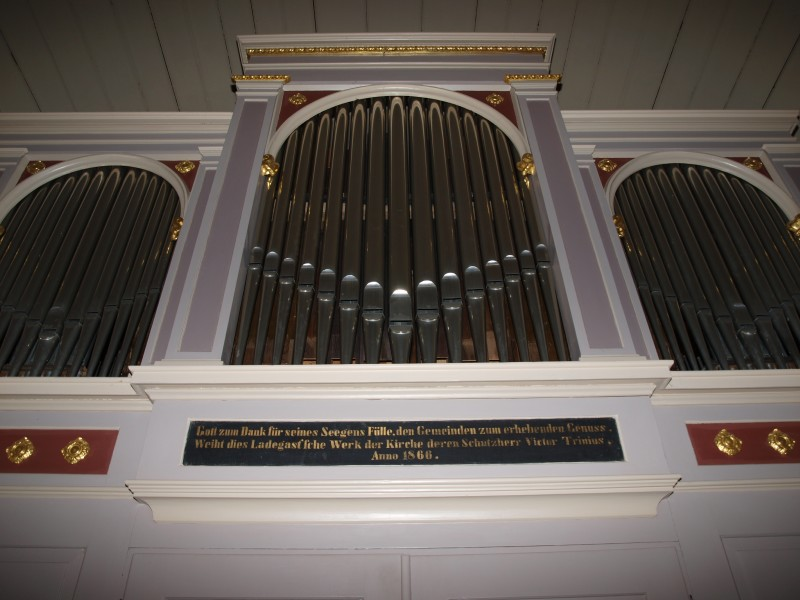
Die Ladegast-Orgel in der Evangelischen Kirche Biederitz

Die Dorfkirche Biederitz ist das evangelische Gotteshaus von Biederitz (Sachsen-Anhalt). Im Ort und in der Umgebung ist die Bezeichnung Evangelische Kirche Biederitz üblich.

## Geschichte
Nachdem die erste spätromanische Kirche aus dem 13. Jahrhundert während des Dreißigjährigen Krieges zerstört worden war, wurde erst 1730 der Nachfolgebau errichtet, der als einschiffiger Saalbau ausgeführt wurde. Für den Westturm nutzte man das noch vorhandene romanische Bruchsteinfundament, während das Glockengeschoss im Fachwerkstil errichtet und mit einem Querwalmdach abgeschlossen wurde. Die barocke Inneneinrichtung von 1730 ist noch heute vorhanden.
1989 erfolgte eine umfassende Kirchenrenovierung, wodurch die Kirche ihr heutiges Erscheinungsbild erhielt. 2008 wurde der Turm restauriert.
Die Kirche gehört zum Kirchspiel Biederitz im Kirchenkreis Elbe-Fläming der Evangelischen Kirche in Mitteldeutschland. Der zuständige Pfarrer ist Johannes Henke (Stand 2021).
Die Evangelische Kirche Biederitz ist einer der Veranstaltungsorte des Biederitzer Musiksommers.

## Orgel
Die jetzige Orgel der Dorfkirche Biederitz ist eine Ladegast-Orgel, sie befindet sich seit 1997 auf der Westempore. Die Orgel wurde ursprünglich für die Kirche zu Plennschütz bei Weißenfels im Jahre 1866 gebaut.